# エチオピア航空604便不時着事故
エチオピア航空604便不時着事故は、1988年9月15日に発生した航空事故である。ボレ国際空港発アスマラ国際空港行きだったエチオピア604便（ボーイング737-260）が、経由地のバハルダール空港を離陸直後にバードストライクを起こし、両エンジンが停止した。パイロットは空港外への胴体着陸を行ったが、機体は衝撃により炎上し、乗員乗客104人中31人または35人が死亡した。

## 事故機
事故機のボーイング737-260（ET-AJA）は、エチオピア航空に納入されて1年未満の新造機で、2基のプラット・アンド・ホイットニー JT8D-17Aを搭載していた。

## 事故の経緯
604便は、ボレ国際空港からバハルダール空港を経由してアスマラ国際空港へ向かう便だった。バハルダール空港までの飛行に異常はなかった:51。
604便は離陸滑走を開始し、離陸速度付近まで正常に加速した。離陸直前に、パイロットは前方左側からウロコカワラバトの群れが飛び立つのを見た。離陸直後に機体はハトの群れに突っ込み、大きな音が鳴った。このとき、機体の速度は146ノット (270 km/h)であった。バードストライクにより、機体の電力供給に問題が発生しており、スラストレバーは最大にされていた。この時点では、まだ片方のエンジンが辛うじて作動していたため、機体は上昇した。機長は右旋回で空港への引き返しを試みた。
衝突後32秒で、機体はおよそ300フィート (91 m)ほど上昇し、速度も154ノット (285 km/h)まで加速した。しかし、エンジンはどちらもサージングを起こしていたため、機長は推力を減らした。地上から約700フィート (210 m)、速度173ノット (320 km/h)で604便は、滑走路04へのダウンウインドレグを開始した。ダウンウインドレグの最中、もう一方のエンジンも停止し、副操縦士は前方右側に開けた土地があることを指摘した。機長はその場所へ胴体着陸を行った。衝撃により、火災が発生した。
死者数は35人、または31人とされており、矛盾が生じている。また、死者は全員乗客であった。